# Basset artesiano de Normandía
El basset artesiano de Normandía (Norman Artesian Basset) es un perro sabueso de pata corta originario de Francia. La palabra Basset hace referencia a sabuesos de patas cortas.

## Historia
Existen documentos de la cría de basset francés como animal de pura raza que datan de 1870, y de un tipo común, se desarrollaron dos razas. Uno tenía las patas delanteras rectas (sabueso artesiano) y el otro tenía las patas delanteras semitorcidas (Basset normando). El club oficial Basset artesiano normando se formó en 1910 y el nombre actual a esta raza se le dio el 1924.
No son perros muy rápidos, así pues, el cazador puede seguirles a pie fácilmente. Sus cortas patas no le permiten alejarse del cazador. El basset artesiano de Normandía se usaba para cazar conejos y otras piezas pequeñas solo o en grupo, pero hoy en día se cría principalmente como animal de compañía.

## Aspecto
La altura del basset artesiano de Normandía oscila entre los 30 y los 36 cm, con una proporción aproximada de la altura a la longitud del cuerpo de 5:8. El peso es aproximadamente de 17 kilos. El manto puede ser corto y tricolor (rojizo con manto negro y blanco, con una mancha en el lomo) o bicolor (rojizo y blanco). Son rasgos distintivos de esta raza la cabeza y las orejas largas, y el temperamento debería ser calmado y bondadoso.

## Reconocimiento
El primer club de la raza es el Club français du Basset artésien normand & du Chien d’Artois, y la raza es reconocida por la Federación Cinológica Internacional como la raza número 34 del Grupo 6, tipo sabueso. También reconoce esta raza la United Kennel Club (EE. UU.) en el grupo de los perros Tipo Sabueso.  Esta raza también la reconocen cualquiera de los clubs caninos menores y negocios de perros registrados en internet, así como clubs y registros de perros de caza. Al ser esta una raza poco común fuera de Francia también la promueven  organizaciones de criadores de perros  que son poco comunes o frecuentes para aquellos que desean adquirir un cachorro poco corriente.